# Amaltheus stokesi
Az Amaltheus stokesi a fejlábúak (Cephalopoda) osztályának fosszilis Ammonitida rendjébe, ezen belül az Amaltheidae családjába tartozó faj.

## Tudnivalók
Az Amaltheus stokesi a kora jura kor pliensbachi nevű korszakában élt, mindegy 185,7-184,1 millió évvel ezelőtt.
Maradványait a következő országokban és területeken fedezték fel: Ausztria, Franciaország, Irán, Kanada (Alberta, Brit Columbia és Yukon), Magyarország, Németország és Oroszország.